# Сарайва Мартинш, Жозе
Жозе Сара́йва Марти́нш (порт. José Saraiva Martins; род. 6 января 1932, Гагуш, Португалия) — португальский кардинал, кларетинец. Титулярный архиепископ Тубурники с 26 мая 1988 по 21 февраля 2001. Секретарь Конгрегации католического образования с 26 мая 1988 по 30 мая 1998. Префект Конгрегации по канонизации святых с 30 мая 1998 по 9 июля 2008. Кардинал-дьякон с титулярной диаконией Ностра-Синьора-дель-Сакро-Куоре-ин-Чирко-Агонале с 21 февраля 2001 по 24 февраля 2009. Кардинал-епископ Палестрины с 24 февраля 2009.

## Ранние годы и образование
Сарайва Мартинш родился 6 января 1932 года, в Гагош Жармелу, епархия Гуарды, Португалия. Был шестым из восьми детей. Образование получил сначала в конгрегации кларетинцев, новициат, в Корвальош. Пострижен в монахи 22 августа 1950 года. Далее продолжил своё образование в Папском Григорианском университете (лиценциат в богословии) и в Ангеликуме (докторантура в богословии), в Риме. Так же обучался в Лувенском Университете, Бельгия и в Свободном Университете им. Габриэлле Д’Анунцио (докторантура в философии), в Кьети. Один из самых образованных интеллектуалов Римско-католической церкви.

## Священство
Мартинш посвящён в священники 16 марта 1957 года, в Риме. В 1958—1959 годы Сарайва Мартинш преподавал метафизику, в течение года, в Марино, Италия, в Старшей семинарии кларетинцев. Затем профессор фундаментального и догматического богословия в Колледже Кларетинцев Папского Латеранского университета, в Риме, где он преподавал фундаментальное и священное богословие в течение 10 лет, 1959—1969 годы. Далее профессор священного догматического богословия в Папском Урбанианском Университете, в 1969—1988 годы. Декан теологического факультета, в 1974—1977 годы. Председатель комитета деканов теологических факультетов Рима, в 1974—1977 годы. Он был великим ректором Папского Урбанианского Университета в течение трех сроков (1977 — 1980 годы, 1980—1983 годы, 1986—1988 годы). Председатель Комитета Папских Университетов и Колледжей Рима, в 1978—1983 годы и 1986—1988 годы.

## В Римской курии
26 мая 1988 года, он был назначен Секретарём Конгрегации католического образования и титулярным архиепископом Тубурники. Ординацию в епископы, 2 июля 1988 года, совершил кардинал Агостино Казароли, Государственный секретарь Святого Престола, которому помогали Ян Питер Схотте — титулярный архиепископ Силли, генеральный секретарь Всемирного Синода Епископов и Джованни Баттиста Ре — титулярный архиепископ Весковьо, секретарь Конгрегации по делам епископов.

## Кардинал
Десятью годами позже 30 мая 1998 года, он был назначен префектом Конгрегации по канонизации святых. Сарайва Мартинш была объявлен кардиналом папой римским Иоанном Павлом II на консистории от 21 февраля 2001 в сане кардинала-дьякона с титулярной диаконией Ностра-Синьора-дель-Сакро-Куоре-ин-Чирко-Агонале.
Он был одним из кардиналов-выборщиков, которые участвовали в Папском Конклаве 2005, который избрал папу римского Бенедикта XVI.
Примыкал к окружению предыдущего понтифика Бенедикта XVI.
9 июля 2008 года папа римский Бенедикт XVI принял отставку кардинала Сарайва Мартинша с поста префекта Конгрегации по канонизации святых, по достижении предельного возраста, его преемником на этом посту стал титулярный архиепископ Анджело Амато.
24 февраля 2009 года папа римский Бенедикт XVI назначил кардинала Сарайва Мартинша кардиналом-епископом субурбикарной епархии Палестрины, хотя кардиналу Мартиншу 77 лет и он один из престарелых кардиналов-епископов.
6 января 2012 года кардиналу Сарайва Мартиншу исполнилось 80 лет и он потерял право на участие в Конклавах.

## Награды
- Большой крест ордена Христа (21 декабря 1990 года)[2]
- Большой крест ордена Сантьяго (11 мая 2010 года)[2]